# Морський клімат

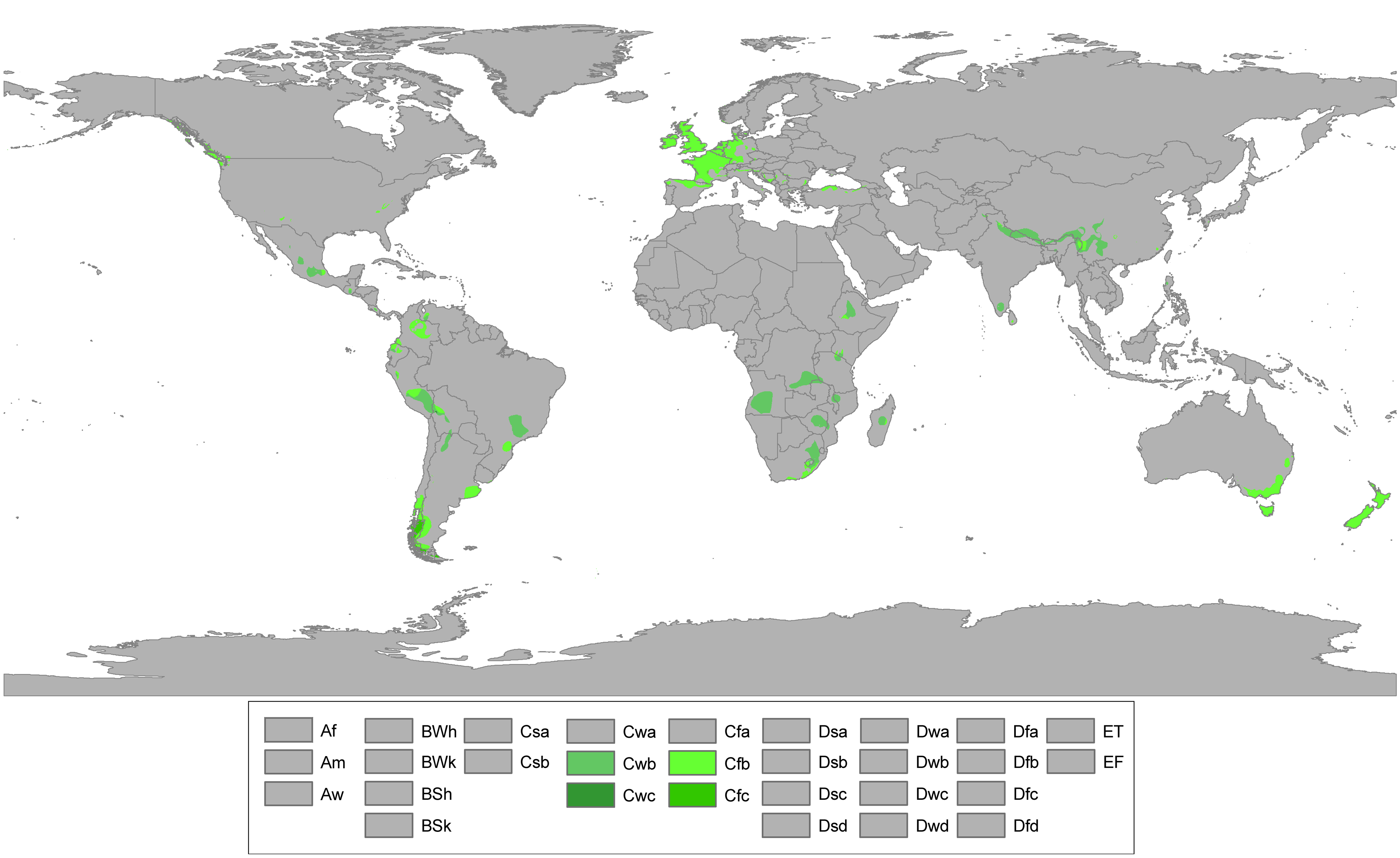
Області з морським кліматом на Землі за класифікацією Кеппена

Морський клімат (океанічний клімат) — клімат регіонів, близьких до моря, що відрізняється невеликими добовими та річними амплітудами температури повітря, високою відносною вологістю, прохолодним літом і м'якою зимою (в помірних широтах), великою хмарністю, викликаною інтенсивною циклонічною діяльністю, сильними вітрами. В умовах морського клімату час настання найвищих і найнижчих температур запізнюється (у порівнянні з областями з континентальним кліматом) на 1-2 місяці, а весна буває холоднішою за осінь. Формується в умовах переважаючого впливу на атмосферу океанічних просторів.
Чіткий морський клімат має Західна Європа, де цілий рік панує перенесення повітря з Атлантичного океану. На крайньому заході Європи річні амплітуди температури повітря становлять лише декілька градусів. З віддаленням від Атлантичного океану вглиб материка річні амплітуди температури зростають, інакше кажучи, росте континентальність клімату.
Аналогічний клімат, принаймні, в температурному діапазоні, також існує в тропічних високогір'ях навіть на значній відстані від будь-якого узбережжя. Як правило, згідно з кліматичною класифікацією Кеппена, його відносять до Cfb або Cwb (океанічний клімат). Невелике коливання температур не є результатом близькості до берегової лінії й між сезонами характеризує також тропічні низовини. Високогір'я знаходиться досить високо над рівнем океану, тому один місяць на рік має середню температуру нижчу за 18 °C і не може класифікуватись як справжній тропічний клімат. На відміну від реального океанічного клімату, ці місця з вологим високогірним тропічним кліматом можуть мати помітні зимові посухи, як, наприклад, в Мехіко. Як і у випадку з океанічним кліматом, зима в цих районах порівняно тепла, а літо - прохолодне, тому сільськогосподарський потенціал в океанічного клімату і вологого тропічного високогірного клімату практично ідентичний. Океанічний клімат найхарактерніший для Європи, де він поширюється набагато далі, ніж на інших континентах.

## Опади
В районах з океанічним кліматом опади випадають постійно, за винятком деяких гірських районів, які повинні класифікуватися як тропічні савани або території з напівпустельним кліматом (через сухий сезон взимку), але мають низькі температури через високе відносно рівня моря розташування (за класифікацією Кеппена Cwb). Згідно з деякими положеннями системи класифікації Кеппена частина північно-західного узбережжя Тихого океану і південно-центральна частина Чилі іноді розглядається як різновид середземноморського клімату (за класифікацією Кеппена Csb) через літню посуху.

## Температура
Існують вельми великі температурні варіації у районах з океанічним кліматом; у низьких широтах клімат майже субтропічний з температурної точки зору, але середня температура має відмінність: прохолодну, але не холодну, зиму і тепле, але не спекотне, літо. Середня температура в найтепліший місяць не перевищує 22 °C, а у найхолодніший місяць підіймається вище  −3 °C (Хоча американські вчені вважають найнижчою температурною відміткою 0 °C в найхолодніший місяць). Погодні умови в зоні приполярного океанічного клімату (за класифікацією Кеппена Cfc) характеризуються довгою, але порівняно м'якою зимою (в найхолодніший місяць тепліше ніж −3 °C або 0 °C) і коротким та прохолодним літом (середня температура не нижча за 10 °C) протягом чотирьох місяців; прикладами такого клімату є прибережні райони Ісландії в Північній півкулі та крайній південь Чилі в Південній півкулі.

## Додаткова інформація
Велика Британія має морський клімат, з домінацією південно-західних вітрів з Атлантичного океану. Середньорічне коливання температур у Великій Британії становить близько 24 °C. Хоча західне узбережжя Аляски має морський клімат, відсутність потужної теплої тихоокеанської течії в верхніх середніх широтах призводить до того, що цей регіон має холоднішу зиму та більше опадів у вигляді снігу. Іншим прикладом є прибережні райони південно-східної частини Західної Австралії.

## Країни та регіони з помірним морським кліматом
- Північна та Західна Франція
- Нідерланди
- Бельгія
- Західна та північно-західна частина Німеччини
- Західна Швейцарія (низинні райони)
- Північна Іспанія (так звана «Зелена Іспанія»)
- Крайня Північ Португалії
- Південно-західна Норвегія
- Частина Данії
- Ірландія
- Велика Британія
- Північна Туреччина
- Нова Зеландія
- Тасманія, (Австралія)
- Південна частина штату Вікторія і Новий Південний Уельс, (Австралія)
- Західні райони на півдні узбережжя Західної Австралії
- Центральна Аргентина
- Південне Чилі
- Західна частина штату Орегон, Вашингтон і середнє узбережжя Аляски (США)
- Північно-західний край штату Каліфорнія (США)
- Західна частина Британської Колумбії (Канада)
- Високогір'я у деяких тропічних країнах (наприклад високогір'я Індійського субконтиненту, Латинської Америки, південної та центральної Африки, за класифікацією Кеппена Cwb)
- Частина південної та південно-східної території ПАР
- Деякі гірські райони по всій південній Європі
- Частина Гімалаїв

Регіони, що взимку мають середню температуру між −3 °C й 0 °C і за всіма іншими показниками мають морський клімат:
- Східна Німеччина
- Люксембург
- Ліхтенштейн
- Західна Польща
- Частина західної та південно-західної України - захід Закарпаття, частина Одеської області та захід Криму.
- Східна Швейцарія і частини Австрії
- Західні Альпи на висоті між 700 і 1000 метрів.
- Центральні та Східні Альпи на висоті між 500 і 800 метрів.
- Південна Швеція
- Узбережжя фіордів внутрішніх районів південно-західної частини Норвегії та деяких частин південно-східного узбережжя Норвегії
- Данія
- Південне узбережжя Аляски
- Більша частина Чехії
- Частина західної Словаччини
- Північно-західна частина Румунії
- Більша частина Угорщини
- Більша частина Словенії
- Частина Боснії та Герцеговини
- Гірські райони по всій Південній Європі
- Гімалаї
- Частина південного узбережжя Нової Англії
- Високогір'я південних Аппалачів

## Країни / регіони з приполярним океанічним кліматом
- Частина узбережжя Ісландії
- Фарерські острови
- Північно-західні прибережні райони Норвегії, що сягають 70 ° п.ш. та деякі острови
- Південні острови Аляски та деякі райони південно-східної Аляски
- Крайній південь Чилі та Аргентини
- Частина Анд і Гімалаїв (в КХО)
- Гірські райони Європи, в тому числі на Шотландському нагір'ї та височини на південно-західному узбережжі Норвегії